# Ramón Luis Valcárcel Siso
Ramón Luis Valcárcel Siso (Múrcia, 16 de novembre de 1954), és un polític espanyol, president de la Regió de Múrcia de 1995 a 2014.

## Biografia
Està casat i té tres fills. Respecte la seua carrera extrapolítica, està llicenciat en Història i Geografia per la Universitat de Múrcia, especialitzat en Història de l'Art. ha sigut docent d'Historia de l'Art i és un investigador i col·laborador sobre temes històricoartístics de la Regió de Múrcia tant pel que fa a publicacions com en mitjans de comunicació.

### Carrera política
La seua trajectòria política començà el 1982, data la qual va ingressar a Alianza Popular (actualment Partit Popular) i poc temps després va ostentar el càrrec de l'Organització Territorial de la Junta Local de Múrcia. L'octubre de 1983 es va convertir en membre del Comitè Executiu Regional i responsable de l'Àrea Territorial de la Regió de Múrcia. Va arribar fins al càrrec de vicepresident regional del Partit Popular el 1987.
A partir d'aquesta data va ser nomenat Portaveu del Partit Popular i President del Grup Municipal a l'Ajuntament de Múrcia fins al 1995. En este període, va ser elegit President Regional del Partit Popular el novembre de 1991, càrrec en el qual ha renovat en nombroses ocasions fins avui. El seu nomenament com a president de la Comunitat Autònoma va ser el 1995, i des d'aleshores ha conservat aquest càrrec durant quatre legislatures.
Dins del Comitè de les Regions (CDR) de la Unió Europea ha ocupat diverses responsabilitats. Valcárcel fou membre de les comissions d'Assumptes Institucionals, Educació i Formació (1995-1998), Desenvolupament Regional (1998-2002), Vicepresident de la Comissió de Transports (1998-1999), representant de la delegació espanyola a la Comissió de Reglament Intern (1998-1999), Vicepresident de la Comissió de Política Regional (1999-2002), Vicepresident de la Comissió de Relacions Exteriors (2004-2006), membre de la Comissió de Cohesió Territorial, COTER (2002-2010), membre de la Comissió de Desenvolupament Sostenible, DEVE (2006-2010) i membre de l'Assemblea Euromediterrània Local i Regional, ARLEM (2006-2010). Actualment és Vicepresident Primer del Comitè de les Regions.